# تشارلز هوبر
تشارلز هوبر (بالفرنسية: Charles Huber)‏ (و. 1819 – 1907 م) هو Horticulturist ‏، وشخصية أعمال، وعالم نبات من الرايخ الألماني، وفرنسا، ولد في لار بادن وورتمبرغ، توفي في هييريس، عن عمر يناهز 88 عاماً.